# Gerhard Krahmer
Gerhard Krahmer (Alemanha, 4 de dezembro de 1890 - Berlim, 19 de setembro de 1931), foi um historiador da arte alemão.
Sua especialidade era a arte da Grécia Antiga, particularmente a escultura. Foi o primeiro a documentar as diferenças entre os períodos arcaico e clássico, utilizando uma metodologia que buscava substituir a noção de estilo por uma análise estrutural espacial, com suas implicações para a identidade da cultura. Também produziu o primeiro estudo sistemático importante da escultura do Helenismo. 
Seus escritos:
- Stilphasen der hellenistischen Plastik, 1923/24
- Die Artemis vom Lateran und Verwandtes, 1930
- Figur und Raum in der ägyptischen und griechisch-archaischen Kunst, 1931
- Eine Jünglingsfigur mittelhellenistischer Zeit, 1931